# Fraude de ley
Fraude de ley o fraude a la ley es la realización de una estafa o fraude por medio de un acto o negocio jurídico amparándose en una normativa existente con la finalidad de alcanzar ciertos objetivos, que, no siendo los propios de esa norma, sean además contrarios a otra ley existente del ordenamiento jurídico. El fraude de ley puede suponer la nulidad de la norma aplicada si es contraria al ordenamiento jurídico superior.
Este fraude no sólo puede recaer respecto a la ley misma, sino que sobre todo el Derecho. El fraude de ley es un miembro de la clase de los fraudes normativos. De ahí que podamos observar y tener ejemplos de fraude a la Constitución[¿cuál?], con mucha mayor facilidad, dada la amplitud y abstracción de dicho lenguaje, como, por ejemplo, los casos de ciertas leyes penales en blanco, que cumplen con la enunciación típica de un verbo rector, cuando la Constitución así lo exige, pero este es tan amplio que no logra dar cumplimiento a la lex certa.

## Visión general
Los códigos que prescriben la normativa en contra del fraude de ley son bastante tardíos. Dos ejemplos en habla castellana son el Derecho español y guatemalteco: 

Los actos realizados al amparo del texto de una norma que persigan un resultado prohibido por el ordenamiento jurídico o contrario a él se considerarán ejecutados en fraude de ley y no impedirán la debida aplicación de la norma que se hubiere tratado de eludir.

Aunque se pueda deducir del tenor literal del enunciado del citado artículo la interdicción de las conductas amparadas en una interpretación de la norma de cobertura exclusivamente literal, no puede nunca representar un límite a la prescripción del fraude a la ley, no de legitimación de conductas, que refugiándose en la finalidad de un determinado enunciado jurídico, puedan comportar la transgresión del orden jurídico por cuanto ello supondría la realización de una interpretación errónea del propio enunciado jurídico.
Una de las primeras formulaciones al fraude a la ley la encontramos en un libro de Paulo, comentando la Lex Cincia. En ella se recoge que: «Obra contra la ley el que hace lo que la ley prohíbe; y en fraude, el que salvadas las palabras de la ley elude su sentido». Sobre este escueto comentario es que se han venido dando los sucesivos trabajos, en diversas direcciones, tanto para aceptarlo como figura autónoma, como para rechazarlo.
En razón del principio codificador de «prohibición del odia restringi», que señala que no se tomará como razón el resultado favorable u odioso de una interpretación para establecerla como correcta, sino sólo las reglas legales de determinación del tenor literal, unido a ello el principio de que cuando el sentido de la ley es claro no se apartará de su tenor literal, se fue limitando o derechamente excluyendo, la aplicación del fraude de ley. Precisamente, en ello radica el problema, pues el fraude a la ley para su determinación mira inextricablemente hacia la ratio iuris o valor jurídico protegido por la norma; que es precisamente lo que estuvo por excluirse por parte del movimiento codificador, dado que dejaba entregado al juez, en el último término, la determinación de qué era el Derecho del caso, y no sólo su aplicación. Es el tenor literal lo importante y su ratio termina parcialmente excluida, si no es con la remisión a la voluntad legislativa. Así, por ejemplo, el Código Civil Federal de México dice en su artículo 6: "La voluntad de los particulares no puede eximir de la observancia de la ley, ni alterarla o modificarla. Sólo pueden renunciarse los derechos privados que no afecten directamente al interés público, cuando la renuncia no perjudique derechos de tercero" y su Artículo 8 "Los actos ejecutados contra el tenor de las leyes prohibitivas o de interés público serán nulos, excepto en los casos en que la ley ordene lo contrario". El artículo 11 del Código de El Salvador: "Cuando la ley declara nulo algún acto, con el fin expreso o tácito de precaver un fraude, o de proveer a algún objeto de conveniencia pública o privada, no se dejará de aplicar la ley, aunque se pruebe que el acto que ella anula no ha sido fraudulento o contrario al fin de la ley", y el artículo 23 del Código Civil chileno, "Art. 23. Lo favorable u odioso de una disposición no se tomará en cuenta para ampliar o restringir su interpretación. La extensión que deba darse a toda ley, se determinará por su genuino sentido y según las reglas de interpretación precedentes" (normas que, en general, se repiten en los códigos estadounidenses).

## Tipos de fraude de ley
- Fraude fiscal, evasión de impuestos por personas físicas o jurídicas incumpliendo la legislación.
- Fraude electoral, alteración del procedimiento y resultado electoral.
- Fraude bancario/Fraude bursátil, fraude o estafa promovido o realizado por los bancos o entidades financieras.
- Fraude por donación simbólica. En el caso de que, para evitar impuestos más elevados, se hiciese una donación a cambio de una cantidad simbólica, queriendo con ello calificar la operación de compraventa, se aplicarán todas las normas como si se tratase de una donación.
- Fraude por sociedad interpuesta o interpósita. Una persona crea una sociedad para aportar bienes inmuebles. La sociedad no tiene nada más, ni ninguna finalidad real, pero su intención es no tener bienes inmuebles en su patrimonio, sino solo bienes muebles. Puede querer con ello sortear la aplicación de ciertas normativas hereditarias.
- Fraude por testaferro, para evasión fiscal y corrupción bancaria.
- Fraude en el derecho laboral. Un trabajador tiene varios contratos temporales seguidos. En realidad se trata de un contrato indefinido, pero el empleador busca evitar indemnización por despido.

## Fraude de ley por países

### España
Se ha solido criticar la ubicación de la prescripción del fraude a la ley en el Código Civil español debido a que puede causar confusión con respecto a la generalidad de la norma, siendo entendido como de única aplicación para la transgresión de normas jurídicas de orden civil.[cita requerida] En cualquier caso, prestando atención al origen del Código, la ubicación se produjo en el peculiar contexto de la creación y publicación del Código Civil español en 1889. Con todo, para acallar cualquier crítica el Tribunal Constitucional dispuso en sentencia de 26 de marzo de 1987 que «El fraude de ley [...] es una categoría jurídica que despliega idénticos efectos invalidantes en todos los sectores del ordenamiento jurídico».

### México
En México, los fraudes previstos y sancionados por su legislación penal constituyen, específicamente, delitos autónomos y para solucionar los viejos conflictos de clasificación, varió radicalmente el sistema de exposición reglamentaria del delito, y actualmente no existe distinción entre el fraude genérico y los especificados; todos ellos están enumerados diferenciada y autónomamente, teniendo cada uno de los tipos legales de fraude, como constitutivos.